# Manifesto (album, Roxy Music)
Manifesto je šesté studiové album anglické hudební skupiny Roxy Music. Vydáno bylo v březnu roku 1979 společnostmi E.G. Records (Spojené království), Polydor Records (Evropa) a Atco Records (USA). Vydáno bylo tři a půl roku po předchozím albu Siren. V Britské albové hitparádě se deska umístila na sedmé příčce.

## Seznam skladeb
1. Manifesto (Bryan Ferry, Phil Manzanera) – 5:29
2. Trash (Ferry, Manzanera) – 2:14
3. Angel Eyes (Ferry, Andy Mackay) – 3:32
4. Still Falls the Rain (Ferry, Manzanera) – 4:13
5. Stronger Through the Years (Ferry) – 6:16
6. Ain't That So (Ferry) – 5:39
7. My Little Girl (Ferry, Manzanera) – 3:17
8. Dance Away (Ferry) – 3:46
9. Cry, Cry, Cry (Ferry) – 2:55
10. Spin Me Round (Ferry) – 5:15

## Obsazení
- Bryan Ferry
- Andy Mackay
- Phil Manzanera
- Paul Thompson
- Alan Spenner
- Paul Carrack
- Gary Tibbs